# مراد دوروير
مراد دوروير (بالتركية: Murat Duruer)‏ (15 يناير 1988 ببولو في تركيا - ) هو لاعب كرة قدم تركي في مركز الوسط. شارك مع منتخب تركيا تحت 17 سنة لكرة القدم ومنتخب تركيا تحت 18 سنة لكرة القدم ومنتخب تركيا تحت 19 سنة لكرة القدم ومنتخب تركيا تحت 21 سنة لكرة القدم ومنتخب تركيا ب لكرة القدم ‏ ومنتخب تركيا لكرة القدم. أما مع النوادي، فقد لعب مع أنطاليا سبور وأنقرة غوجو وتشايكور ريزه سبور وغنتشلربيرليغي.

## مسيرته الكروية
لعب مراد دوروير خلال مسيرته الاحترافية مع 7 أندية في سبعة عشر موسمًا وسجل خلالها 14 هدفًا ضمن 273 مباراة. ولم يفز بأي موسم بالكأس أو بالدوري.
خاض مراد دوروير مسيرته مع نادي أنقرة غوجو في موسم 2005–06 ليلعب معه سبعة مواسم، مشاركًا في 133 مباراة سجل خلالها 8 أهداف. ثم انتقل إلى نادي غنتشلربيرليغي في موسم 2011–12 في المرة الأولى لمدة موسم واحد ثم في موسم 2016–17 ولمدة موسمين، حيث شارك طوالها في 27 مباراة ولم يسجل أي هدف. لينتقل بعدها إلى نادي أنطاليا سبور في موسم 2012–13 ولمدة موسمين، مشاركًا في 56 مباراة سجل خلالها 3 أهداف. ثم انتقل إلى نادي تشايكور ريزه سبور في موسم 2014–15 ولمدة موسمين، مشاركًا في 33 مباراة سجل خلالها هدفين. هذا وانتقل لاحقًا إلى نادي إسطنبول سبور في موسم 2018–19 لمدة موسم واحد، مشاركًا في 15 مباراة سجل خلالها هدفًا واحدًا.

## وصلات خارجية
- مراد دوروير على موقع الاتحاد الدولي (مؤرشف)  (الإنجليزية)
- مراد دوروير على موقع الاتحاد الأوربي (الإنجليزية)
- مراد دوروير على موقع اتحاد تركيا (لاعب) (الإنجليزية)
- مراد دوروير على موقع قاعدة بيانات كرة القدم.إي يو (الإنجليزية)
- مراد دوروير على موقع ناشيونال فوتبول تيمز (الإنجليزية)
- مراد دوروير على موقع Soccerway.com (الإنجليزية)
- مراد دوروير على موقع عالم كرة القدم.نت (الإنجليزية)